# Carnotzet

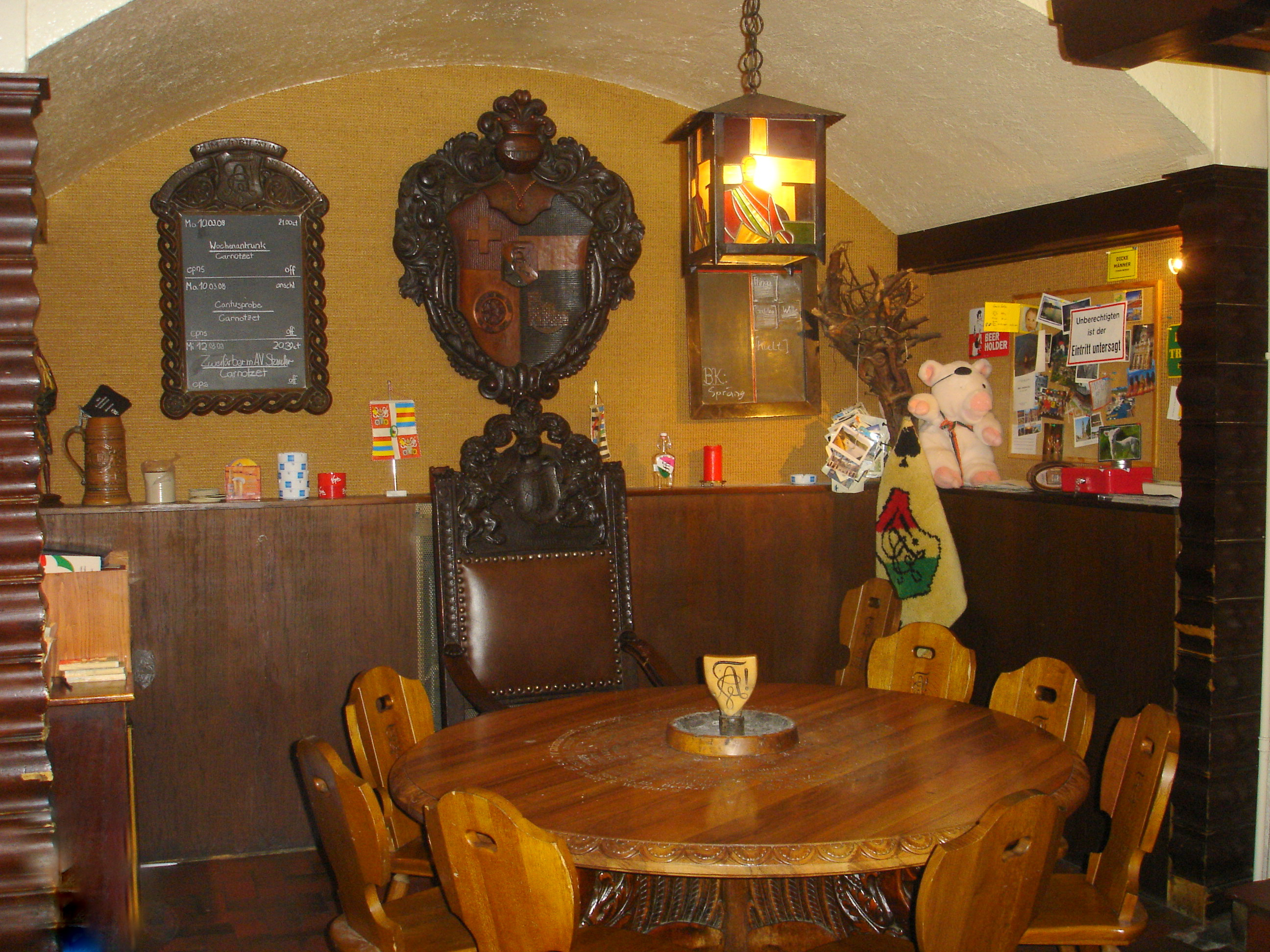
Carnotzet de la Société d'étudiants Alemannia, à l'Université de Fribourg.

En arpitan, un carnotzet (ou carnotset) est une petite cave aménagée où l'on stocke et déguste du vin entre amis. Le mot est plus couramment utilisé en Suisse romande, mais il reste aussi dans le patois de Haute-Savoie. Cet endroit de convivialité, à la fois rustique et caché, ne se généralise qu'à partir de 1900 et il est selon Bruno Corthésy un produit de « la merveilleuse fabrique de folklores qu’est le XIXe siècle ».

## Étymologie
Le mot est dérivé de karnótsè, une forme dialectale de français régional qui a le sens de case, compartiment, cachette, petit réduit où l’on garde les bouteilles de vin. Le terme n’est pas encore répertorié en 1866, mais apparaît en 1894 sous la forme carnotset. Dès le XXe siècle, tous les dictionnaires spécialisés le mentionnent, et même des ouvrages généralistes, comme les dictionnaires Le Petit Larousse et Le Petit Robert.

## Historique
Le terme et le concept apparaissent donc en 1894 seulement lors de l’Exposition cantonale vaudoise d’Yverdon. Cette foire commerciale et agricole inaugure en effet au sous-sol de sa cantine un petit local lambrissé et doté d’un ameublement rustique, lieu convivial dont la direction de la manifestation fait largement usage. Son succès est foudroyant et le concept se diffuse rapidement.
L’Exposition nationale suisse qui se tient à Genève en 1896 a elle aussi, dans son village suisse, un carnotzet installé dans la réplique de l’auberge vaudoise de Valeyres-sous-Rances. Dès le début du XXe siècle, cet équipement conquiert le domaine privé. Ainsi, au décès du météorologue, polygraphe et concierge du château de Chillon Jules Capré, on rappelle que son carnotzet, installé dans les caves de la forteresse lémanique, était alors déjà réputé « légendaire ».
Dès les années 1930, la diffusion du carnotzet s’accélère au travers du Comptoir suisse. Désormais, la plupart des institutions vaudoises, comme le Conseil d’État ou le Grand Conseil, même l’Hôpital cantonal, en possèdent un, tout comme certains cafés et établissements publics. Ainsi, à Lausanne, le restaurant Les Palmiers vante déjà son carnotzet dans une publicité de 1933.

## Usage
Le lieu se caractérise par sa nature secrète et son statut d’exclusivité. Être admis au carnotzet témoigne d’un certain degré d’intimité avec le propriétaire ; c’est une faveur amicale qui se mérite : en principe, ce qui se dit au carnotzet n’est pas colporté au dehors. On y consomme des produits du terroir, comme des  vins locaux, du pain, de la viande séchée, du fromage.
Les parois, tantôt lambrissées, tantôt en pierres apparentes, voire recouvertes d’un crépi rustique, sont décorées de symboles liés à la vie rurale ou viticole (fer à cheval, outils, ceps, fusils, gravures, tableaux...). La table, les chaises et banquettes sont en général en bois. Souvent relativement exigu, un carnotzet se ferme d'une porte qui assure non seulement une isolation phonique, mais une certaine confidentialité aux échanges.

## Émission de la RTS
« Carnotzet » était également le titre d'une série humoristique de 117 épisodes diffusée les samedis soirs sur la Télévision suisse romande entre 1988 et 1990 (puis rediffusée par la suite). Dans la lignée du Quart d'heure vaudois radiophonique des années 1960, elle mettait en scène deux vignerons vaudois, Louis Dorin et Gustave Amiguet (interprétés par Gaston Presset et Roger Delapraz ), qui avaient pour habitude de discuter de tout et de rien autour d'une bouteille de vin blanc en utilisant des expressions typiquement vaudoises et en chantant (le plus souvent en créant des paroles sur des chansons de Gilles). En dehors de Louis et Gustave, quelques autres personnages récurrents apparaissent dans la série, parmi lesquels Marguerite (l'épouse de Louis), Bernard (fils de Louis), la fille de Gustave, ou encore le vigneron pot-de-colle et pleurnichard Fredy. D'autres acteurs font des apparitions récurrentes dans des rôles différents, parmi lesquels l'humoriste genevois Jo Johnny qui fut longtemps l'un des piliers de la Revue de Genève. Les épisodes duraient une dizaine de minutes, se terminant invariablement avec un « Santé et à samedi prochain ! »
Roger Delapraz était à l'origine du concept. Le décès de Gaston Presset et le départ de Roger Delapraz marquent la fin de la série en 1990. Delapraz quitta le monde télévisuel et se retira à Vevey. Il est mort le 23 avril 2006 dans sa 89e année.

## Sources d'archives
Fonds : Delapraz (Roger) (1950-2019) [1,20 ml, 6 boites, 10 classeurs, 2 cassettes vidéo, 1 disque vinyle].  Cote : PP 1114. Archives cantonales vaudoises (présentation en ligne).